# Rito d'amore
Pour plus de détails, voir Fiche technique et Distribution.
Rito d'amore est un film dramatique italien réalisé par Aldo Lado et sorti en 1989.

## Synopsis
La jeune Valérie est une fille très déterminée : elle veut devenir actrice et participe à des dizaines d'auditions, presque toujours sans succès. Pour gagner sa vie (elle partage un petit appartement avec son amie Louise), elle accepte même de poser nue à l'Institut des Beaux-Arts, où elle rencontre Yuro, un Japonais introverti et inquiétant. Valérie, fiancée à un musicien, se laisse peu à peu séduire par le charme de Yuro, au point d'accepter toutes ses conditions. Tous deux finissent par se couper du monde et vivent ensemble physiquement et intellectuellement, dans une relation à la limite du pathologique. Yuro, poussant sa philosophie de vie à l'extrême, finit par tuer la jeune fille (qui est consentante) et par manger sa chair : dernier rite d'amour désespéré pour vivre éternellement avec elle.

## Fiche technique
- Titre original : Rito d'amore[1],[2]
- Réalisation : Aldo Lado
- Scénario : Aldo Lado, Luigi Spagnol
- Photographie : Gábor Pogány
- Montage : Otello Colangeli
- Musique : Pino Donaggio, Steffan
- Décors : Alessandra Rapattoni
- Production : Silvana Battistella
- Société de production : Futura Film
- Pays de production :  Italie
- Langue originale : italien
- Format : couleur
- Genre : drame
- Durée : 110 minutes
- Dates de sortie : 
  - Italie : 15 septembre 1989

## Distribution
- Beatrice Ring (sous le nom de « Valerie Bosh ») : Valérie
- Larry Huckmann : Yuro
- Francesco Casale (it) : Pierre
- Natalia Brizzi : Louise
- Gudrun Gundlach : professeur de chant Gudrun
- Marinella Anaclerio :
- Holger Bueb :
- Chiara Argelli :